# Taractichthys
Taractichthys è un genere di pesci marini appartenenti alla famiglia Bramidae.

## Distribuzione e habitat
Le due specie sono diffuse l'una (T. longipinnis) nell'Oceano Atlantico dalla Norvegia e l'Islanda fino alle regioni tropicali e l'altra (T. steindachneri) negli oceani Indiano e Pacifico ugualmente a tutte le latitudini. Sono più comuni nelle aree temperate calde e tropicali. Il genere è assente dal mar Mediterraneo.
Hanno abitudini epipelagiche oceaniche.

## Descrizione
L'aspetto è simile a quello del pesce castagna presente anche nel Mediterraneo ma hanno le pinne dorsale e anale con un lobo lungo e acuto nella parte anteriore, pinna caudale ampia e falcata e scaglie grandi, ossee, che si sovrappongono. 
La colorazione è grigio scura o quasi nera, con riflessi metallici.

## Biologia
Vivono fino a 9 anni Di solito sono solitari ma possono formare piccoli banchi. 

### Alimentazione
Si nutrono di cefalopodi e pesci pelagici.

### Predatori
Sono soggetti agli attacchi del piccolo squalo Isistius brasiliensis.

## Pesca
Vengono pescati come bycatch con i palamiti destinati ai tonni. Le carni sono molto pregiate e raggiungono un alto prezzo, soprattutto alle Hawaii.

## Tassonomia
Il genere comprende 2 specie:
- Taractichthys longipinnis
- Taractichthys steindachneri